# 10041 Паркінсон
10041 Паркінсон (10041 Parkinson) — астероїд головного поясу, відкритий 24 квітня 1985 року.
Тіссеранів параметр щодо Юпітера — 3,442.